# Dilolo Patera
La Dilolo Patera è una struttura geologica della superficie di Tritone.